# Gerard Sithunywa Ndlovu
Gerard Sithunywa Ndlovu , né le 11 mars 1939 à Gobamahlambu en Afrique-du-Sud, et mort le 13 mars 2013 à Umzimkulu en Kwazulu-Natal, Afrique-du-Sud, est un prélat catholique sud-africain.

## Biographie
Ndlovu est ordonné prêtre en 1970. En 1986 il est nommé évêque d'Umzimkulu. Ndlovu démissiomne en 1994.